# 1276
| 1276               |
| ------------------ |
| Dødsfald - Fødsler |
|                    |

| Gregoriansk kalender | 1276 MCCLXXVI           |
| Ab urbe condita      | 2029                    |
| Armensk kalender     | 725 ԹՎ ՉԻԵ              |
| Kinesiske kalender   | 3972 – 3973 乙亥 – 丙子 |
| Etiopisk kalender    | 1268 – 1269             |
| Jødisk kalender      | 5036 – 5037             |
| Hindukalendere       |                         |
| - Vikram Samvat      | 1331 – 1332             |
| - Shaka Samvat       | 1198 – 1199             |
| - Kali Yuga          | 4377 – 4378             |
| Iransk kalender      | 654 – 655               |
| Islamisk kalender    | 674 – 675               |

Konge i Danmark: Erik Klipping 1259-1286
Se også 1276 (tal)

## Begivenheder

### Januar
- 21. januar - Pave Innocens 5. tiltræder indtil sin død i 22. juni samme år, efter Pave Gregor 10.

### Maj
- 24. maj - Magnus Ladelås krones til konge af Sverige

### Juli
- 11. juli - Pave Hadrian 5. tiltræder indtil sin død i 18. august samme år, efter Pave Innocens 5.

### September
- 13. september - Pave Johannes 21. tiltræder indtil sin død 20. maj året efter, efter Pave Hadrian 5.

## Født
- 29. september - Christoffer 2. af Danmark fra 1320-1326 og 1329 til sin død i 1332.

## Dødsfald
- 10. januar - Pave Gregor 10. fra 1271 til sin død (født ca. 1210).
- 22. juni - Pave Innocens 5. fra 21. januar indtil sin død (født ca. 1225).
- 18. august - Pave Hadrian 5. fra 11. juli indtil sin død (født ca. 1210/1220).